# Distretto dell'Alta Baviera
Il distretto dell'Alta Baviera (in tedesco: Bezirk Oberbayern) è uno dei sette distretti della Baviera in Germania, ed è gestito da un consiglio distrettuale («Bezirkstag») eletto democraticamente in concomitanza con le elezioni regionali.
Situato nella parte sud-orientale dello stato confina a est e sud con l'Austria, a nord-est con i distretti della Bassa Baviera e dell'Alto Palatinato, a nord-ovest con la Media Franconia e a ovest con la Svevia. Le città principali sono Monaco di Baviera, Ingolstadt, Rosenheim, Dachau e Frisinga (Freising).
Sullo stesso territorio del distretto, svolge le sue funzioni il Governo dell'Alta Baviera (Regierung von Oberbayern), l'organismo prefettizio nominato dal governo bavarese.

## Suddivisione
Il distretto dell'Alta Baviera comprende 3 città extracircondariali e 20 circondari (Landkreis):
Città extracircondariali
- Ingolstadt
- Monaco di Baviera (München)
- Rosenheim

Circondari rurali
| 1. Altötting 2. Bad Tölz-Wolfratshausen 3. Berchtesgadener Land 4. Dachau 5. Ebersberg 6. Eichstätt 7. Erding 8. Frisinga (Freising) 9. Fürstenfeldbruck 10. Garmisch-Partenkirchen | 1. Landsberg am Lech 2. Miesbach 3. Mühldorf a.Inn 4. Monaco di Baviera (München) 5. Neuburg-Schrobenhausen 6. Pfaffenhofen an der Ilm 7. Rosenheim 8. Starnberg 9. Traunstein 10. Weilheim-Schongau. |